# Камілло Мастрочінкве
Камі́лло Мастрочі́нкве (італ. Camillo Mastrocinque, Рим, 11 травня 1901 — Рим, 23 квітня 1969) — італійський кінорежисер і сценарист.

## Біографія
Дебютним режисерським проектом Камілло Мастрочінкве стала чорно-біла історична музична драма «Королева опери», яка була знята в 1937 році. Перший фільм Мастрочінкве, що має відношення до фантастичного кіно, був знятий в 1954 році і називався «Тото з пекла». У 1964 році Мастрочінкве зняв атмосферний готичний фільм жахів «Прокляття Карнштайнів», який оповідав про графа (Крістофер Лі), що докладав всіх можливих зусиль для того, щоб дух одного з його предків не заволодів його дочкою. У 1966 році ще один його фільм жахів — «Янгол для Сатани» з Барбарою Стіл в головній ролі.

## Фільмографія

### Сценарист
- Frutto acerbo (1934)
- Regina della Scala (1936)
- Voglio vivere con Letizia (1937)
- Validità giorni dieci (1940)
- Don Pasquale (1940)
- Ridi pagliaccio (1941)
- I mariti (Tempesta d'anime) (1941)
- Turbine (1941)
- Fedora (1942)
- La maschera e il volto (1942)
- La statua vivente (1942)
- Il cavaliere del sogno (1946)
- Sperduti nel buio (1947)
- L'uomo dal guanto grigio (1948)
- Duello senza onore (1949)
- La cintura di castità (1950)
- Quel fantasma di mio marito (1950)
- Il peccato di Anna (1952)
- Attanasio cavallo vanesio (1953)
- Le vacanze del sor Clemente (1954)
- Totò all'inferno (1954)
- Napoli terra d'amore (1954)
- Siamo uomini o caporali? (1955)
- È arrivata la parigina (1958)
- Alvaro piuttosto corsaro (1964)